# فرنك فوغل
فرنك فوغل (بالفرنسية: Franck Vogel)‏ هو مصور أخبار ومصور فرنسي، ولد في 1977 في ستراسبورغ في فرنسا.

## وصلات خارجية
- فرنك فوغل على موقع IMDb (الإنجليزية)

- الموقع الرسمي